# Finsko na Zimních olympijských hrách 1928
Finsko na Zimních olympijských hrách 1928 v Svatém Mořici reprezentovalo 21 sportovců, z toho 20 mužů a 1 žena. Nejmladším účastníkem byl Ossi Blomqvist (19 let, 277 dní), nejstarší pak Walter Jakobsson (46 let, 9 dní). Reprezentanti vybojovali 4 medaile, z toho 2 zlaté, 1 stříbrnou a 1 bronzovou.

## Medailisté
| Medaile | Jméno           | Sport          | Disciplína   |
| ------- | --------------- | -------------- | ------------ |
| Zlato   | Clas Thunberg   | Rychlobruslení | Muži 500 m   |
| Zlato   | Clas Thunberg   | Rychlobruslení | Muži 1 500 m |
| Stříbro | Julius Skutnabb | Rychlobruslení | Muži 5000 m  |
| Bronz   | Jaakko Friman   | Rychlobruslení | Muži 500 m   |